# Moraea tripetala
Moraea tripetala är en irisväxtart som först beskrevs av Carl von Linné d.y., och fick sitt nu gällande namn av Ker Gawl. Moraea tripetala ingår i släktet Moraea och familjen irisväxter. Inga underarter finns listade i Catalogue of Life.

## Bildgalleri

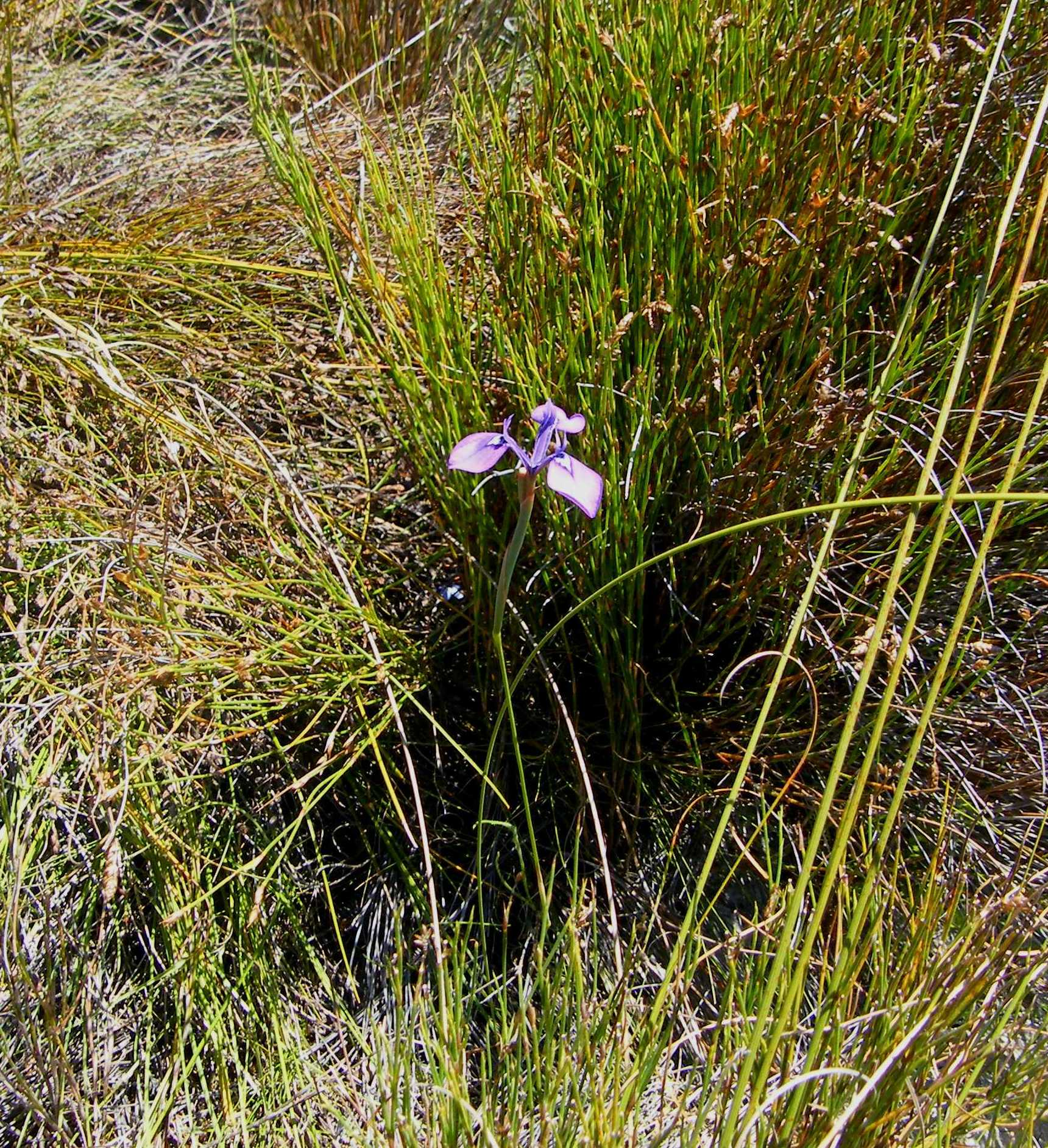
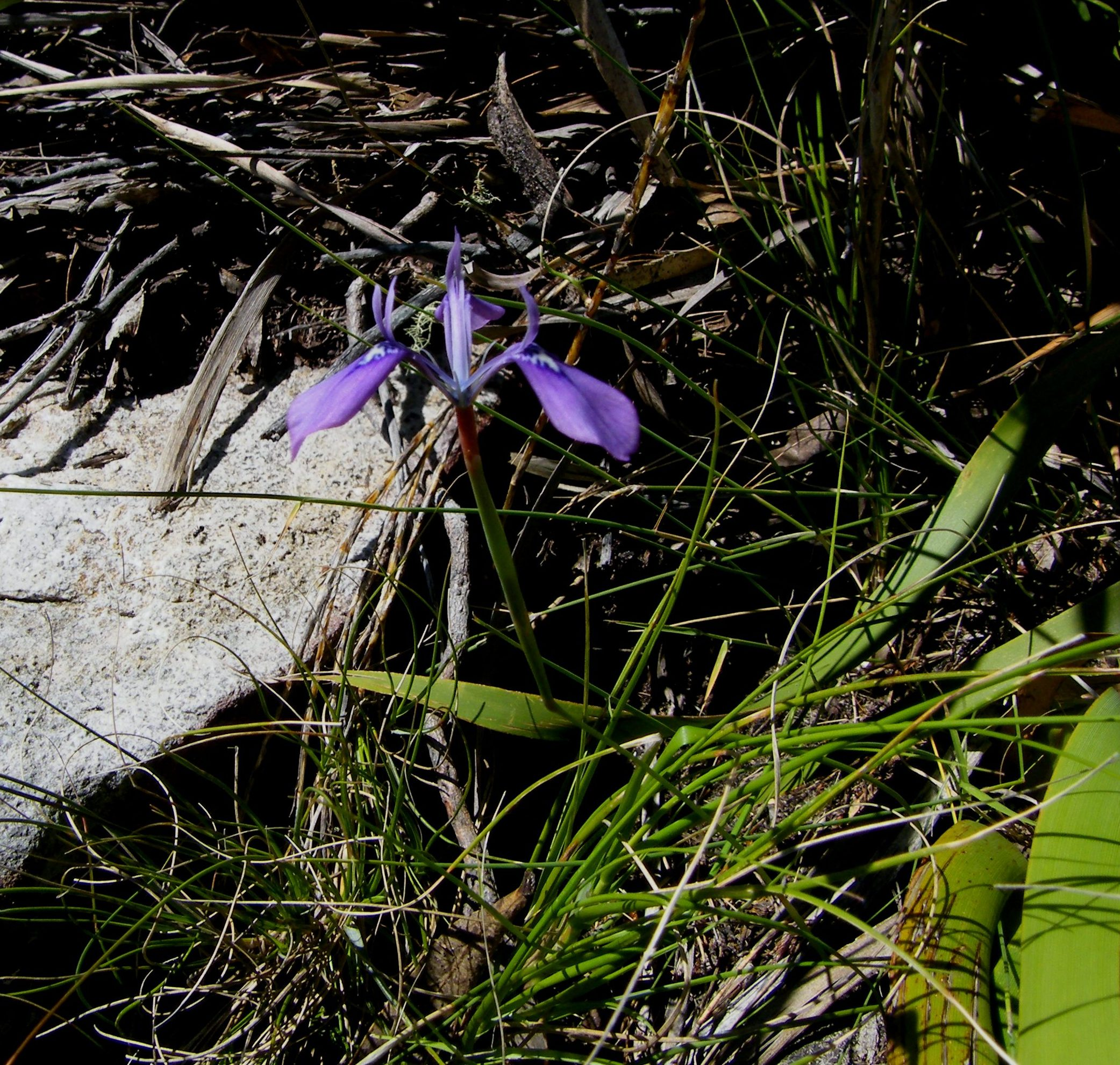
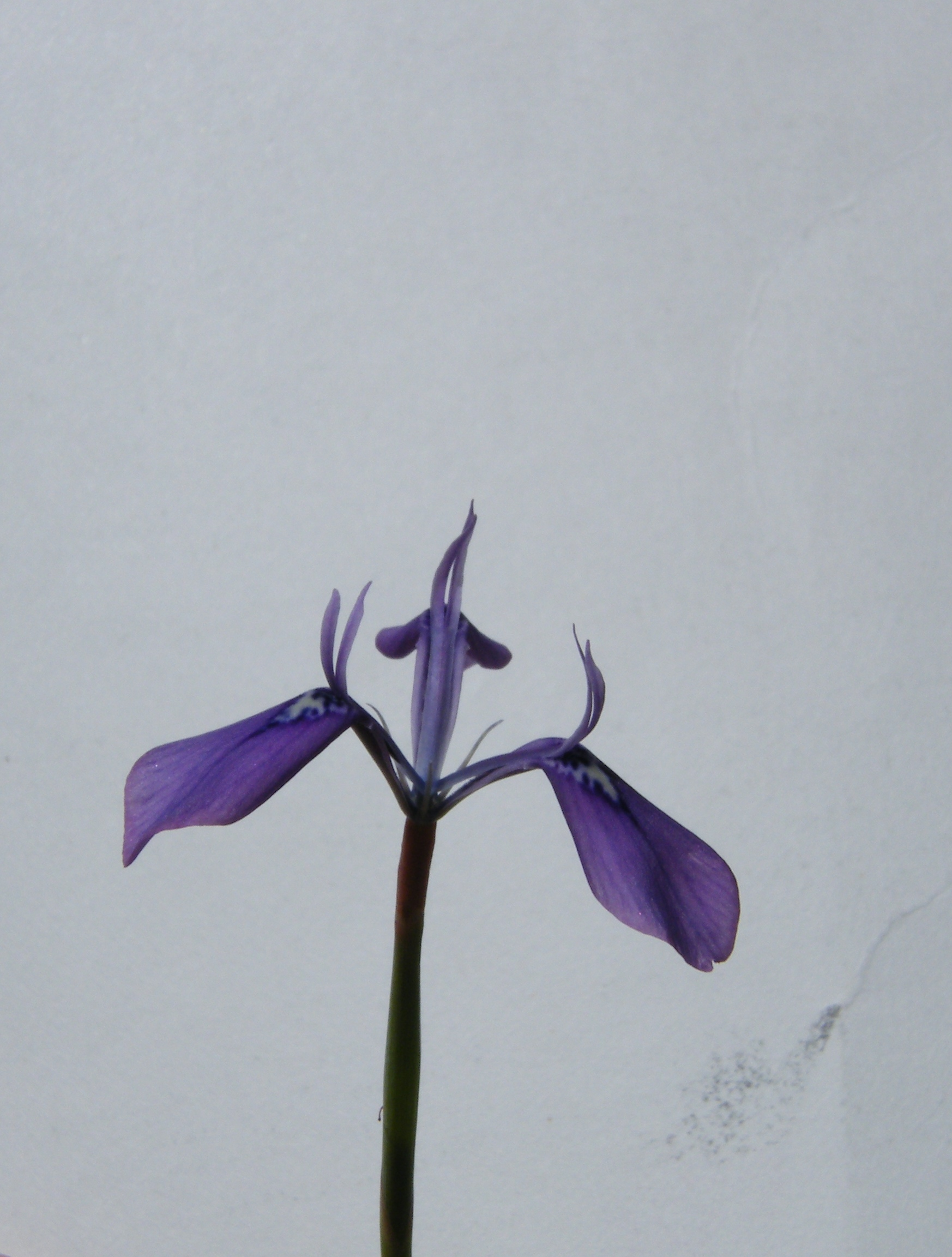
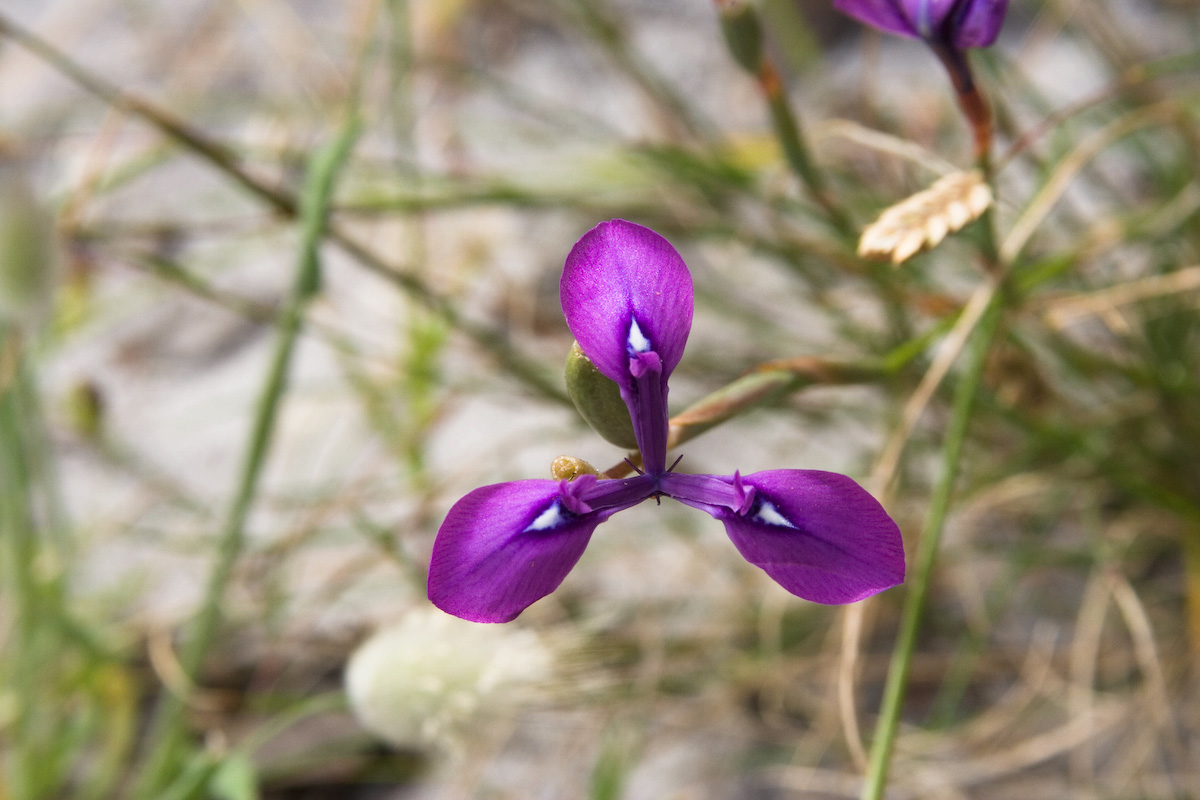
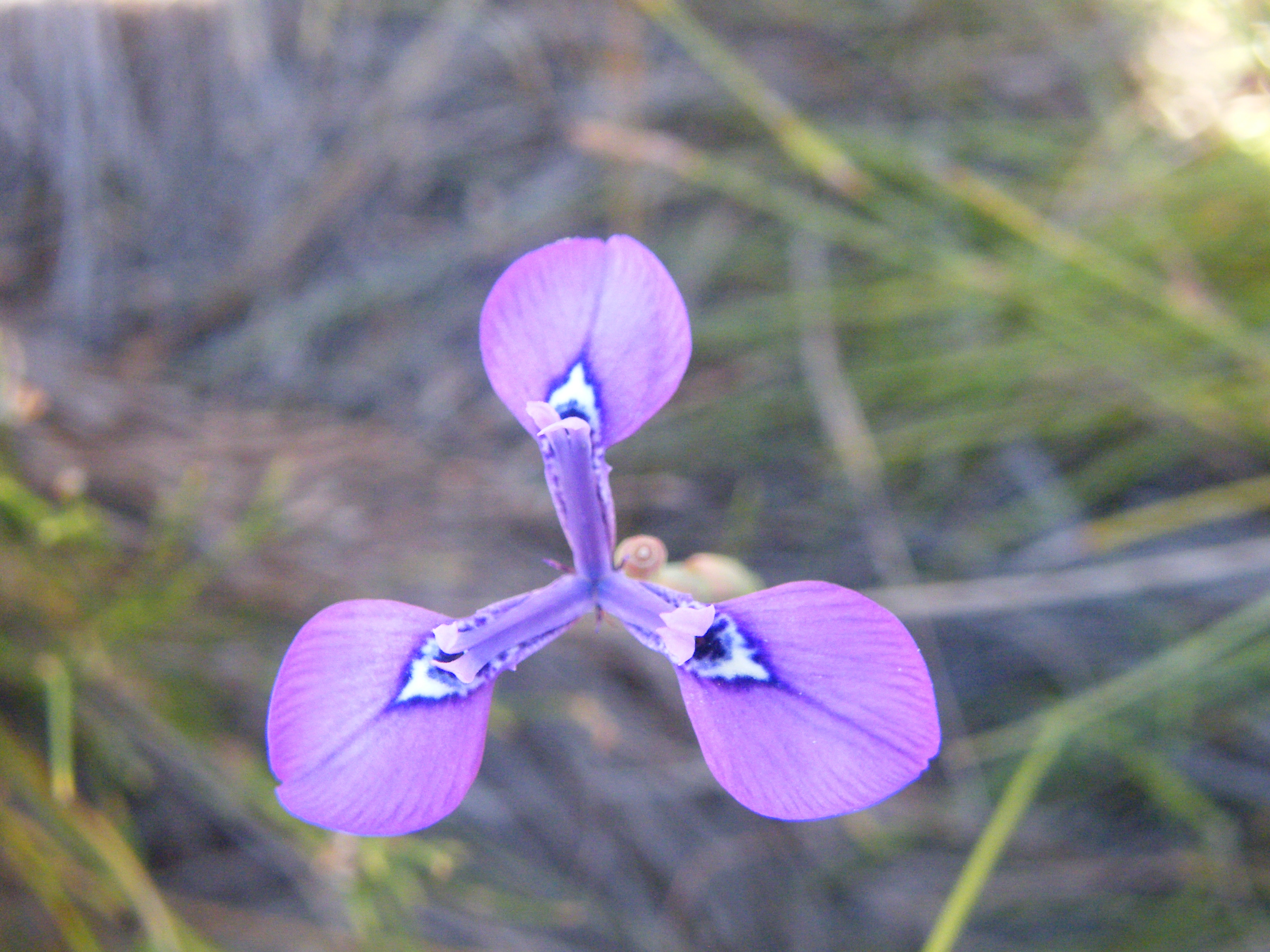